# Edward Binns
Edward Binns, född 12 september 1916 i Philadelphia i Pennsylvania, död 4 december 1990 i Brewster i delstaten New York, var en amerikansk skådespelare. Han medverkade framför allt i ett stort antal amerikanska TV-produktioner, men hade även prominenta biroller i flera uppmärksammade filmer.

## Filmografi, urval
- 1951 – Montezuma
- 1953 – Mordkommissionen i arbete
- 1956 – Falskt alibi
- 1957 – 12 edsvurna män
- 1959 – I sista minuten
- 1959 – Brottslig drift
- 1961 – Dom i Nürnberg
- 1964 – Bombsäkert
- 1964 – Krig och feg
- 1970 – Patton – Pansargeneralen
- 1975 – Dödligt utspel
- 1982 – Domslutet

## Teater

### Roller
| År   | Roll            | Produktion                  | Regi       | Teater                         |
| ---- | --------------- | --------------------------- | ---------- | ------------------------------ |
| 1948 | George Washburn | Sundown Beach Bessie Breuer | Elia Kazan | Belasco Theatre, New York, USA |